# Saint-Rimay
Saint-Rimay település Franciaországban, Loir-et-Cher megyében. Lakosainak száma 294 fő (2022. január 1.). Saint-Rimay Houssay, Lunay, Montoire-sur-le-Loir, Les Roches-l’Évêque, Thoré-la-Rochette és Villavard községekkel határos.

## Népesség
A település népessége az elmúlt években az alábbi módon változott:
| Lakosok száma | 317  | 292  | 323  | 295  | 290  | 292  | 291  | 292  | 294  | 294  |
|               | 1968 | 1982 | 1990 | 2006 | 2013 | 2015 | 2017 | 2019 | 2020 | 2022 |